# Lawira II
Lawira II is een bestuurslaag in het regentschap Nias Utara van de provincie Noord-Sumatra, Indonesië. Lawira II telt 240 inwoners (volkstelling 2010).